# 今治国際ホテル
今治国際ホテル（いまばりこくさいホテル）は、愛媛県今治市にあるホテルである。今治造船株式会社の子会社である株式会社今治国際ホテルが運営している。阪急阪神第一ホテルグループに属す。

## 概要

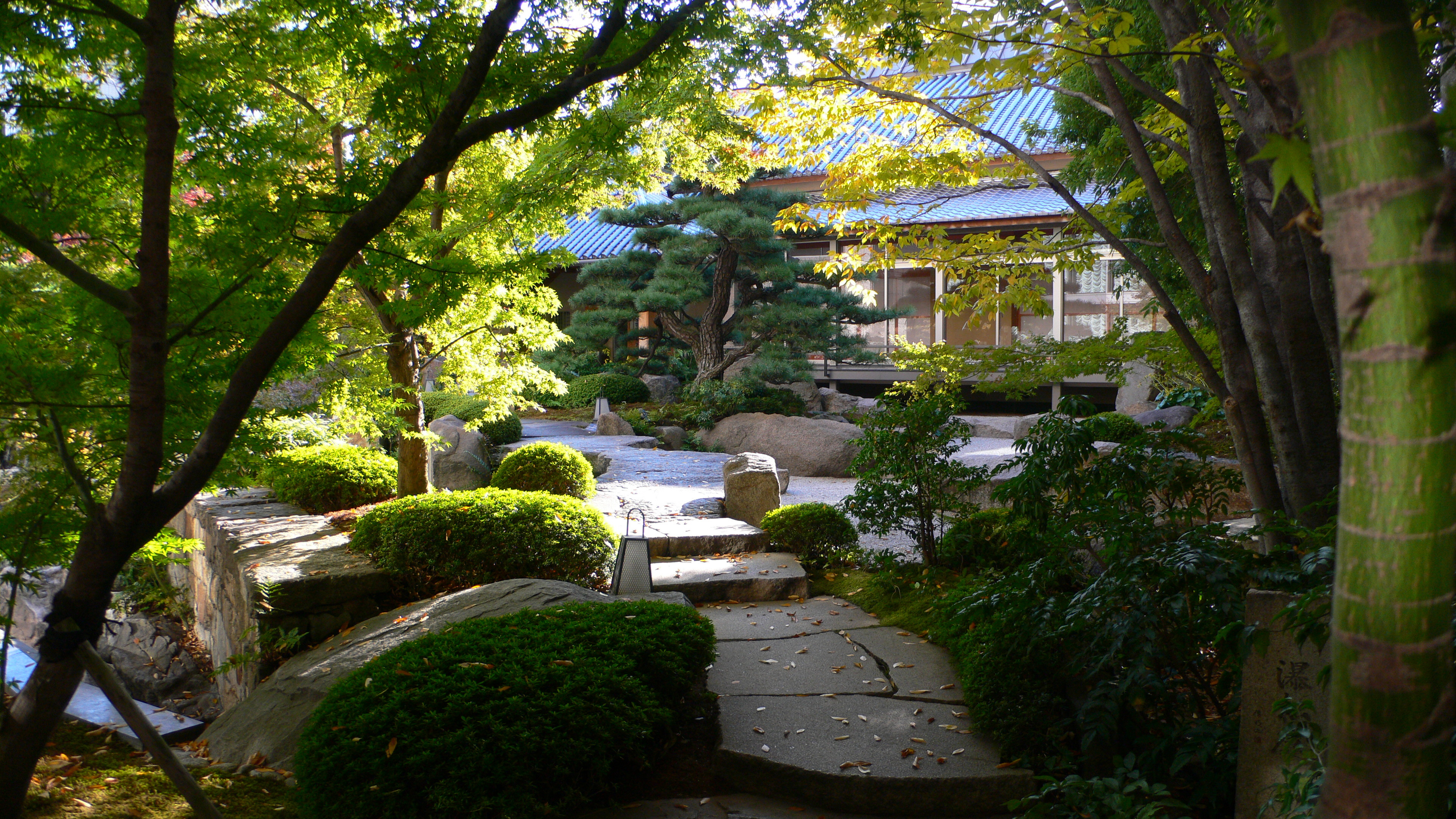
今治国際ホテルの日本庭園

1976年に経営危機にあった今治国際ホテルを今治造船が買収し、1977年4月には新ホテルをオープンした。145室のホテルは低層ながらも落ち着いたホテルとして定評があり、結婚式などのセレモニーに使われたほか、愛媛船主の集まりなど地元の様々な行事に使われてきた。しかし、社業が発展する中で今治造船の社内利用だけでも手狭な感じは否めないものとなり、1994年11月に隣接地の今治市旭町に新しい今治国際ホテルの建設工事に着手した。
1996年11月1日に新今治国際ホテルがオープンした。総事業費は約120億円で地下1階、地上22階で高さは101.7mでオープン当時は四国一の高層ホテルであった。客室数は約250室で愛媛県内の都市型ホテルとしては松山全日空ホテル（現：ANAクラウンプラザホテル松山）に次ぐ規模であった。2011年にはイベント開催時の収容力強化を目的に増床を行い、2011年4月には別館（5階建て、客室数：107室）の営業を開始し本館と客室数は合わせて計355室となり愛媛県内最多となった。
ホテルの外観は客船を縦にした形を模し、吹き抜けのロビーにカーブを描く階段がしつられ、客室の一部にはチークを使った床を引き、オーシャンビューのバスルームを設置するなどの豪華仕様となっている。内部に、パーティースペース、レストラン、プール、ブライダル式場、ショッピングモールなどを備えている。
2023年10月現在、高松シンボルタワーや香川県庁舎などに次いで四国第4位の高さを誇る超高層建築物であり、愛媛県内では最も高い建築物である。今治市においてはランドマークとして利用が可能である。例えば少し離れた場所を通っている予讃線からでも、列車が今治駅付近にさしかかると、今治国際ホテルを視認することができる。

## フロア
- 23階 - 展望ラウンジ「ラウンジ23」、スカイバー「TOPHAT」、鉄板焼「欅」
- 22階 - スカイバンケット
- 21階 - スイートルーム
- 20階～7階 - 一般客室
- 6階 - 和室
- 5階 - ギャラリー、客室【新館】
- 4階 - ジム・プール、客室【新館】
- 3階 - 大浴場、中宴会場、小宴会場、客室【新館】
- 2階 - 大宴会場、中宴会場、小宴会場、客室【新館】
- 1階 - フロント、ロビーラウンジ「GARDEN」 、レストラン「La Sail」 、日本料理「伊予路」 、ショッピングアーケード
- B1階 - 中国料理「龍宮」、カラオケバー「BACCHUS」、駐車場

## アクセス
- 瀬戸内運輸今治国際ホテル（停留所）
  - 今治駅から東予･新居浜方面行き路線バスで約5分。
- いずみ観光今治国際ホテル（停留所）
  - 今治駅などを経由し、松山空港を結ぶリムジンバス。
  - 完全予約制となっており、乗車に予約が必要である。